# 1969 год в музыке

## События
- апрель—сентябрь — Алла Пугачёва работает солисткой и концертмейстером в Государственном училище циркового и эстрадного искусства (Москонцерт). Гастрольные поездки с коллективом ГУЦЭИ в составе сборной эстрадной программы «Бумажный кораблик» по областям Средней полосы России
- С 15 по 17 августа проходит фестиваль в Вудстоке — 3 дня мира и музыки
- Осень — Алла Пугачёва становится солисткой ВИА «Новый Электрон» при Липецкой филармонии под управлением Валерия Приказчикова
- Образована рок-группа High Tide
- Образована рок-группа Hawkwind
- Образована рок-группа Санкт-Петербург
- Образована рок-группа King Crimson
- Образована рок-группа Magma
- Образована рок-группа Grand Funk Railroad
- Образована рок-группа Uriah Heep (под названием Spice)
- Образована фьюжн-группа The Tony Williams Lifetime
- Образована рок-группа Машина времени
- Образована группа Песняры
- Образована блюз-рок-группа Удачное приобретение
- Образована рок-группа UFO
- Образована прог-рок-группа Emerson, Lake & Palmer
- Основана американская фанк-группа Lakeside
- Основана японская фолк-рок-группа Off Course
- Образована рок-группа The Allman Brothers Band
- Образована хеви-метал-группа Judas Priest
- Образована группа ZZ Top
- Сформирован классический состав группы Deep Purple, записавший большинство её хитов

## Выпущенные альбомы
См. также категорию музыкальных альбомов 1969 года

### Январь
- Led Zeppelin (Led Zeppelin, LP, Atlantic Records, 12 января)
- Yellow Submarine (The Beatles, Apple, LP, 17 января)

### Март
- From Genesis to Revelation (Genesis, Decca/London, LP) — дебютный альбом группы

### Май
- Tommy (The Who, Track/Polydor, LP, 23 мая)

### Июнь
- Empty Sky (Элтон Джон, DJM Records, 3 июня)
- Space Oddity (Дэвид Боуи, LP)

### Сентябрь
- Abbey Road (The Beatles, Apple, LP, 26 сентября)
- On Time (Grand Funk Railroad)

### Октябрь
- In the Court of the Crimson King (King Crimson, LP, 10 октября) — дебютный альбом группы
- Hot Rats (Фрэнк Заппа, Ян Андервуд, 10 октября)
- Led Zeppelin II (Led Zeppelin, LP, Atlantic Records, 22 октября)
- Ummagumma (Pink Floyd, Harvest/Capitol, 2 LP, 25 октября)

## Прочие альбомы года
- 20/20 (The Beach Boys, LP)
- At Home (Shocking Blue, LP)
- Bitches Brew (Майлз Дэвис, LP, записан в 1969 году, выпущен в 1970-м)
- Blind Faith (Blind Faith, LP)
- Blues Obituary (The Groundhogs, LP)
- Canta In Italiano (Далида, LP)
- Concerto for Group and Orchestra (Deep Purple, LP)
- «Концерт для одного голоса» (Concerto pour une voix) Сен-Прё (Saint-Preux) — первый диск французского пианиста.
- Deep Purple (Deep Purple, LP)
- Emergency! (The Tony Williams Lifetime)
- Le robe che ha detto Adriano (Адриано Челентано)
- Live Peace In Toronto 1969 (Джон Леннон)
- M.P.G. (Марвин Гей, LP)
- Ma Mère me disait (Далида, LP)
- Monster Movie (Can, LP, Liberty)
- More (Pink Floyd, LP)
- Nashville Skyline (Боб Дилан, LP)
- Odessa (The Bee Gees, LP)
- A Salty Dog (Procol Harum, LP)
- Sea Shanties (High Tide, LP)
- Stand Up (Jethro Tull, LP)
- The Soft Parade (The Doors, LP)
- Those Who Are About To Die Salute You (Colosseum, LP) — дебютный альбом группы
- The Aerosol Grey Machine (Van der Graaf Generator, LP) — дебютный альбом группы
- Valentyne Suite (Colosseum, LP)
- The Velvet Underground (The Velvet Underground)
- Yes (Yes, LP)
- The Stooges (The Stooges, LP)

## Лучшие песни года
- «Gimme Shelter» (The Rolling Stones)
- «Whole Lotta Love» (Led Zeppelin)
- «Suspicious Minds» (Элвис Пресли)
- «Fortunate Son» (Creedence Clearwater Revival)
- «You Can’t Always Get What You Want» (The Rolling Stones)
- «The Boxer» (Simon & Garfunkel)
- «Honky Tonk Women» (The Rolling Stones)
- «I Want You Back» (The Jackson 5)
- «Proud Mary» (Creedence Clearwater Revival)
- «Both Sides Now» (Джони Митчелл)
- «The Thrill Is Gone» (Би Би Кинг)
- «Come Together» (The Beatles)

## Продажи
- Самый продаваемый сингл в США (Billboard Hot 100) — «Sugar Sugar» (Archies)
- Самый продаваемый сингл в Великобритании — «Sugar Sugar» (Archies)
- Самый продаваемый альбом в США (Billboard Top 200) — звуковая дорожка к мюзиклу «Волосы»
- Самый продаваемый альбом в Великобритании — «Abbey Road» (The Beatles), второе место — «Led Zeppelin II» (Led Zeppelin), третье место — «Best of the Seekers» (The Seekers)

## Награды
- «Грэмми» за альбом года — Blood, Sweat & Tears за «Blood, Sweat & Tears»
- «Грэмми» за запись года — 5th Dimension за «Aquarius/Let the Sunshine In»

### Зал славы кантри
- Джин Отри[1]

## Родились

### Январь
- 1 января — Александр Щербина — российский поэт, музыкант и автор-исполнитель, участник группы «Адриан и Александр»
- 5 января — Мэрилин Мэнсон — американский рок-певец, композитор и поэт-песенник, основатель и лидер группы Marilyn Manson
- 11 января — Макси[англ.] (ум. 2015) — американская певица гайанского происхождения, участница группы Brownstone[англ.]
- 14 января — Дэйв Грол — американский певец, музыкант и автор песен, барабанщик группы Nirvana, основатель, гитарист и вокалист группы Foo Fighters
- 16 января — Дэд (ум. 1991) — норвежский певец, вокалист группы Mayhem
- 25 января — Гэвин Кларк[англ.] (ум. 2015) — британский певец, музыкант и автор песен, участник группы UNKLE

### Февраль
- 8 февраля — Сергей Сивохо (ум. 2023) — украинский актёр, теле- и радиоведущий, певец, шоумен и пародист
- 15 февраля — Birdman — американский рэпер, музыкальный продюсер и предприниматель, основатель лейбла Cash Money Records

### Март
- 6 марта — Татьяна Буланова — советская и российская эстрадная певица
- 11 марта — Рами Джаффи[англ.] — американский музыкант, клавишник группы Foo Fighters
- 22 марта — Юсефин Нильссон (ум. 2016) — шведская актриса и певица

### Апрель
- 14 апреля — Гавриил Лубнин (ум. 2023) — российский художник, поэт и музыкант
- 17 апреля — Максим Паперник (ум. 2017) — украинский кинорежиссёр, продюсер и клипмейкер
- 21 апреля — Екатерина Болдышева — советская и российская певица, вокалистка группы «Мираж»
- 27 апреля — Стас Михайлов — российский эстрадный певец, автор песен, актёр и продюсер

### Май
- 22 мая — Марк Гоффени (ум. 2021) — американский музыкант
- 26 мая — Анжелика Варум — советская и российская эстрадная певица, актриса и автор песен

### Июнь
- 15 июня — Айс Кьюб — американский рэпер, участник группы N.W.A
- 16 июня — MC Ren — американский рэпер и продюсер, участник группы N.W.A
- 26 июня
  - Колин Гринвуд — британский музыкант, басист группы Radiohead
  - Вячеслав Петкун — российский певец, музыкант, автор песен и актёр, лидер группы «Танцы Минус»
- 28 июня — Тичина Арнольд — американская актриса и певица

### Июль
- 14 июля — Борис Рубекин (ум. 2015) — российский рок-музыкант, клавишник группы «Аквариум»
- 15 июля — Александр Васильев — российский рок-музыкант, певец, гитарист и автор-исполнитель, основатель и лидер группы «Сплин»
- 17 июля — Лев Болдов (ум. 2015) — российский поэт и автор-исполнитель
- 19 июля — Chyskillz (ум. 2018) — американский музыкальный продюсер, битмейкер, диджей и рэпер
- 21 июля — Авраам Руссо — российский эстрадный певец армянского происхождения
- 24 июля — Дженнифер Лопес — американская актриса, певица, танцовщица и продюсер

### Август
- 26 августа — Эдриан Янг — американский музыкант, барабанщик группы No Doubt

### Сентябрь
- 4 сентября — Марина Крапостина (ум. 1999) — советская и российская певица, солистка Кубанского казачьего хора
- 17 сентября — Кит Флинт (ум. 2019) — британский певец и музыкант, танцор и вокалист группы The Prodigy
- 19 сентября — Йохан Йоханнссон (ум. 2018) — исландский композитор и музыкальный продюсер

### Октябрь
- 3 октября — Гвен Стефани — американская певица и автор песен, вокалистка группы No Doubt

### Ноябрь
- 2 ноября — Реджинальд Арвизу — американский музыкант, бас-гитарист группы Korn
- 3 ноября — Роберт Майлз (ум. 2017) — итальянский диджей и композитор
- 5 ноября — Коррадо Роллеро (ум. 2000) — итальянский пианист
- 18 ноября — Олег Яковлев (ум. 2017) — российский певец, вокалист группы «Иванушки International»
- 19 ноября — E-Moneybags (ум. 2001) — американский рэпер

### Декабрь
- 4 декабря — Jay-Z — американский рэпер, автор песен и продюсер
- 23 декабря — Эрик Брёдрешифт (ум. 1999) — норвежский рок-музыкант, барабанщик групп Immortal, Borknagar и Gorgoroth

## Скончались
- 16 января — Владимир Дукельский (65) — русский и американский композитор и поэт-песенник
- 5 апреля — Аделаида Андреева фон Скилондз (87) — шведская оперная певица (сопрано) и вокальный педагог русского происхождения
- 20 апреля — Бенни Бенджамин[англ.] (43) — американский барабанщик
- 30 апреля — Любовь Андреева-Дельмас (84) — русская и советская оперная певица (меццо-сопрано) и вокальный педагог
- 6 мая — Александр Амитон (57) — советский скрипач и музыкальный педагог
- 23 мая — Джимми Макхью[англ.] (74) — американский композитор
- 3 июля — Брайан Джонс (27) — британский музыкант и композитор, основатель и гитарист группы The Rolling Stones
- 28 июля — Фрэнк Лессер (59) — американский автор песен
- 31 июля — Александра (27) — немецкая певица, композитор, гитаристка и пианистка
- 6 августа — Теодор Адорно (65) — немецкий философ, социолог, композитор и музыковед
- 16 августа — Марк Бернес (57) — советский эстрадный певец и актёр
- 17 августа — Тихон Алексеев (73) — советский дирижёр, организатор хоровых коллективов и правовед
- 16 октября — Леонард Чесс (52) — американский музыкальный продюсер, основатель компании Chess Records
- 10 ноября — Анатолий Александров (51) — советский кларнетист
- 24 декабря — Кларенс Адлер (83) — американский пианист и музыкальный педагог